# Троје (филм)
Троје је српски драмски филм из 2023. године у режији Петра Пашића. Филм је премијерно приказан на 51. Фесту.
Од 26. јануара 2024. године филм је доступан на стриминг платформи Аполон.

## Радња
Иван и Вера су млади брачни пар. Обоје успешни у свом послу, живе у луксузној вили, са својим ћеркама, Петром и Вањом.
Александар је њихов најбољи пријатељ, архитекта, као и Верин колега с посла, који редовно проводи време са  Иваном и Вером.
Александар и Иван су пријатељи из детињства, често излазе по ноћним клубовима где Иван води двоструки живот.
Све ће се променити једног дана када изненађујући предлог који Александар изнесе Ивану не направи хаос у њиховим животима... 

## Улоге
| Глумац             | Улога        |
| ------------------ | ------------ |
| Игор Ђорђевић      | Иван         |
| Марина Ћосић       | Вера         |
| Дамјан Кецојевић   | Александар   |
| Ана Радановић      |              |
| Наталија Радановић |              |
| Даница Радуловић   |              |
| Дејан Тончић       |              |
| Клара Кокановић    | Галеристкиња |
| Милица Врзић       | Наташа       |
| Младен Леро        |              |
| Јована Младеновић  |              |

## Занимљивости
Глумци Марина Ћосић, Дамјан Кецојевић и Игор Ђорђевић користили су дублере за експлицитну сцену у којој њихови ликови заједно воде љубав.